# A Pendragon legenda (film)
A Pendragon legenda 1974-ben bemutatott magyar misztikus kalandfilm Révész György rendezésében. A forgatókönyvet Szerb Antal azonos című regényéből Révész György írta.

## Cselekmény
1933-ban a magyar Bátky János (Latinovits Zoltán), az „irodalmi száműzött” kényelemben, biztonságban és nyugalomban tölti mindennapjait Angliában. A londoni British Museum könyvtárában kutatómunkát végez, egy tizenhetedik századi misztikus csoport után nyomoz. Miközben a rózsakeresztesek titkait kutatja, a Pendragon család történetével is megismerkedik, később belekeveredik egy rejtélyes és szövevényes összeesküvésbe. Egy napon felkérést kap, hogy Walesben folytassa a szenvedélyévé vált múltkeresést. Az utazásról sokan megpróbálják lebeszélni, de ő hajthatatlan marad. A kísértethistóriában szerepet kap egy lord rejtélyes halála és hatalmas öröksége, egy titokzatos ír világutazó, George Maloney (Bujtor István), egy volt prostituáltból lett arisztokrata feleség, Eileen St. Claire (Tordai Teri) és az Earl unokaöccse, Osborne Pendragon (Timár Béla). Az eseményekkel sodródó botcsinálta kincskeresőre több asszony is kiveti a hálóját.
Engem a nők mindig becsapnak. Vannak pillanatok, amikor teljesen úgy viselkednek, mintha emberek lennének, pedig vagy pénzt akarnak vagy tudást.
Earl of Gwynedd(Darvas Iván) walesi kastélyában és környékén azonban elszabadulnak az események, valójában a történet felszíne alatt a materialista és a spirituális világnézet összecsapása zajlik.

## Szereplők
- Dr. Bátky János – Latinovits Zoltán
- Earl of Gwynedd[3] – Darvas Iván
- Osborne Pendragon – Timár Béla
- Eileen St. Claire – Tordai Teri
- Cynthia Pendragon – Halász Judit
- George Maloney – Bujtor István
- Jenny – Schütz Ila
- Lene Kretzsch – Moór Marianna
- Mrs. Burt – Tábori Nóra
- Dr. Rehmer/Jones tiszteletes – Kállai Ferenc
- James Morvin – Major Tamás
- Pat O'Brian – Esztergályos Cecília
- John Griffith – Kozák László